# Rat-Man
Rat-Man, alter ego di Deboroh La Roccia, è un personaggio immaginario, protagonista di una omonima serie a fumetti, creato da Leo Ortolani nel 1989, che ha esordito lo stesso anno su un supplemento della rivista L'Eternauta. Il personaggio è stato accolto con successo da pubblico e critica diventando in pochi anni un fenomeno di culto in Italia e considerato uno dei personaggi più riusciti e umoristici del panorama fumettistico italiano. L'autore ha nel tempo approfondito la personalità del personaggio all'interno di trame più complesse e articolate nel quale il protagonista ha acquisito varie sfaccettature divenendo per alcuni aspetti un eroe tragico che riesce efficacemente a incarnare l'uomo comune senza perdere l'umorismo demenziale e al tempo stesso intelligente. Nel 2001 un sondaggio condotto fra i clienti di librerie specializzate lo ha eletto come il miglior personaggio dei fumetti dell'anno, davanti a personaggi come Dylan Dog, Tex e Diabolik. Dalla sua serializzazione nel 1997, Rat-Man è arrivato a vendere più di 30 000 copie a numero e ha fatto parte della collana "I Classici del Fumetto" edita nel 2003 dal quotidiano La Repubblica.

## Genesi del personaggio
Nasce nel 1989 come parodia dei supereroi americani e di Batman in particolare, che all'epoca godeva di notevole popolarità grazie al film omonimo di Tim Burton, e dal quale prende gli spunti iniziali ma nel tempo si sviluppa in modo autonomo.

## Storia editoriale

Logo della rivista Rat-Man dopo che ha perso il termine "Collection".

Ortolani realizzò una prima storia breve di sei pagine incentrata sul personaggio riuscendo a vincere un concorso indetto dalla casa editrice Comic Art ottenendone la pubblicazione, nel giugno del 1989, sul secondo numero del supplemento Spot della rivista L'Eternauta e, dopo un paio di apparizioni sulla fanzine Made in USA, nel 1995 l'autore decide di lanciare il personaggio nella collana autoprodotta Tutti i Frutti stampata prima da Edizioni FoxTrot e poi da Edizioni BD con la testata Rat-Man, distribuita nel circuito delle fumetterie e che l'autore finanziava tramite il suo lavoro di geologo. La iniziale parodia del personaggio di Batman si evolve in una serie di ampio respiro, che partendo da tematiche supereroistiche, finisce per affrontare i più diversi generi narrativi. La serie venne notata dalla Marvel Italia che nel 1997 fece esordire la collana bimestrale Rat-Man Collection permettendo all'autore di potersi concentrare esclusivamente sul lato artistico della testata, lasciando il resto agli editori. Dal n.16 del gennaio 2000 la testata diventa "Rat-Man". La nuova testata presenta inizialmente la ristampa delle storie già pubblicate nelle diverse edizioni precedenti con l'aggiunta di brevi team-up con supereroi Marvel per poi proseguire pubblicando episodi inediti con cadenza bimestrale.
Inizialmente l'autore aveva più volte dichiarato di voler concludere la serie con il centesimo numero per quando cioè prevedeva di aver detto tutto quello che c'era di dire ma poi la serie è continuata fino al n.122 per permettere di portare a compimento alcune linee narrative non escludendo nuove storie del personaggio. Nel 2016 nel suo blog Ortolani annuncia la sua decisione di chiudere la serie in quanto ha concluso ciò che aveva da raccontare con una ultima saga in dieci numeri dal n.113 al n.122. Il 25 novembre 2016 Ortolani conferma però che non si separerà del tutto dal personaggio e annuncia la realizzazione di alcune nuove parodie a fumetti che vedranno Rat-Man nel ruolo di interprete principale dopo la conclusione della serie regolare: «Ho molti progetti con Rat-Man come protagonista. A Lucca uscirà una storia particolare, un albo, come fu Rat-Man Enigmistico, parodia di Playboy. Ci sono poi i nuovi Star Rats, l’idea di Hobby (parodia de Lo Hobbit, NdR), quindi la parola fine, definitiva, non c'è.»
La serie è stata ristampata dal 2002 nella collana Tutto Rat-Man che in ogni volume presentava due storie del personaggio, nella collana Rat-Man Color Special che ristampava semestralmente una selezione di storie a colori in grande formato (26x18). Nel 2014 esordisce Rat-Man Gigante, ristampa riveduta e corretta in ordine cronologico in un grande formato che ricorda quello dei "Giganti" dell'Editoriale Corno.
In occasione della fine della serie originale Panini Comics ha pubblicato Rat-Man - La fine! Omnibus, un volume dal design identico a quello delle edizioni "Omnibus" dei fumetti Marvel Comics, contenente la saga finale della serie (dal n.113 al n.122) e le storie delle origini di Rat-Man, di Tòpin e dell'amore della sua vita, Aima.
Nel 2022 Panini Comics pubblica Rat-Man Saga, tre cofanetti da 12 volumi che contengono tutta la storia principale, senza i vari spin-off che erano presenti fra i volumi originali.

### Storie di altri autori
Su Rat-Man Collection n.48, in occasione del decennale dell'uscita del primo numero della serie autoprodotta Rat-Man e per permettere a Ortolani di concludere il volume Star Rats - Episodio I, per la prima volta sono state pubblicate delle storie con protagonista Rat-Man, realizzate da altri autori:
- Senzappello! (12 pagine), di Marcello Cavalli, Michele Ampollini e Giorgio Cantù
- C'era una volta... (per una volta) (12 pagine), di Clod
- Contratto col Ratto (12 pagine), di Massimo Bonfatti
- Sacrifici (13 pagine), di Marcello Cavalli, Michele Ampollini e Donald Soffritti

Nell'albo speciale Quark (ed. Graffiti, settembre 1998) realizzato per la Comiconvention Milano '98 appaiono interpretazioni di Rat-Man a opera di Andrea Bormida, Patrizia Mandanici, Stefano Martino, Teresa Marzia, Davide Pettani e Giacomo Pueroni.
Training Day: storia realizzata anche da Giacomo Bevilacqua di 8 pagine e pubblicata nell'albo A Panda piace fare i fumetti degli altri (e viceversa) pubblicato da Panini Comics nel novembre 2014.

### Edizioni straniere
In Spagna, nel 2001 Sulaco Ediciones ha pubblicato una serie di tre numeri dedicati al personaggio, seguiti da tre albi editi da Panini España tra il 2005 e il 2007, mentre, sempre nel 2007, la Gioventù esperantista italiana ed Espéranto-Jeunes hanno curato l'edizione di un numero in lingua esperanto che contiene una breve storia dal titolo "Rat-Man kaj Esperanto", scritta da Daniele Binaghi e disegnata da Andrea Rossetto. Nel 2011 l'editore Fibra ha iniziato la pubblicazione di Rat-Man in croato.

## Caratterizzazione del personaggio
("Grido di battaglia" tipico di Rat-Man)
Per buona parte della serie il vero nome del personaggio di Rat-Man è rimasto sconosciuto. Al momento della sua creazione Ortolani aveva pensato di chiamarlo Johnny, ma anni dopo, all'interno della cosiddetta Esalogia delle origini, rivelò che il personaggio si chiamava Deboroh La Roccia.
Rat-Man è di bassa statura e aspetto sgraziato (è spesso definito "nano gobbo" dalle altre persone). Nonostante la sua professione di supereroe, ha sempre preferito mangiare, oziare o dedicarsi ad attività inutili/stupide piuttosto che allenarsi, di conseguenza ha una scarsa forma fisica.
Sue particolarità sono i piedi esageratamente grandi rispetto all'altezza. Diverse storie lo descrivono anche come ipodotato, di cattivo odore e del tutto privo di sex appeal.
Rat-Man pretende di essere un supereroe senza avere alcun potere particolare, anzi, essendo totalmente privo di intelligenza, forza fisica e buon senso. La sua determinazione a voler diventare un supereroe gli deriva dal fatto di essere stato abbandonato dai genitori da piccolo e di essere quindi cresciuto con un'ammirazione verso quelli che lui chiama "uomini in calzamaglia". Inoltre pur senza qualità di rilievo ha una bontà di fondo che lo porta istintivamente ad aiutare il prossimo, finendo però spesso per fare danni e complicare ulteriormente le cose. In certe situazioni tuttavia è capace di slanci di saggezza e di compiere gesti e imprese eroiche. Derivando il suo costume e la sua identità segreta da un topo, nutre un odio inconscio nei confronti dei gatti. Possiede un orsacchiotto di peluche di nome Piccettino al quale è molto legato. È celibe, non potendo vantare un aspetto fisico invidiabile, e allontanando le donne, più che incuriosirle, con i suoi modi rozzi e sgarbati.
Pur pretendendo di essere un vero supereroe, Rat-Man non possiede delle vere abilità particolari anche se a volte ha idee geniali e riesce a usare in maniera vantaggiosa la sua sfortuna. Nonostante ciò, in diverse occasioni sembra poter sentire la voce delle persone che hanno bisogno del suo aiuto e assumere l'aspetto di una figura muscolosa, "Il Rat-Man" - come lo chiama Deboroh - simile al possente e brutale Batman di Batman: Il ritorno del Cavaliere Oscuro di Frank Miller; a lungo desiderato dall'Ombra per questo potere, Rat-Man se ne spoglia, nella saga conclusiva, chiedendo a tutte le persone che invocano il suo aiuto di essere forti e imparare a convivere con le loro ombre e sofferenze. Ciò nonostante, dentro di lui trova ancora una volta la forza di essere "Il Rat-Man" usando non più la voce di chi si affida in lui, ma l'amore di sua figlia, rivelando che il suo vero potere non ha logica e non è facilmente comprensibile.

## Biografia del personaggio
Deboroh La Roccia, vera identità di Rat-Man, non ha poteri, è sotto tutti i punti di vista un inetto, maldestro e imbranato, ma non si arrende mai, guidato dall'unico desiderio di essere un supereroe. Anche se le prende sempre, anche se la vita lo colpisce duro e sotto la cintola, anche se finisce spesso per combinare solo guai, lui continua a guardare in alto, a indossare la maschera con le orecchie da topo e tirarsi su, riuscendo alla fine in certe situazioni a compiere gesti e imprese eroiche.

### Antefatto

#### La prima squadra segreta (1927-1966)
(da Uomini e topi, prima che Jan Valker si unisca all'Ombra.)
Nel 1927 nasce il Pipistrello, uno dei primi supereroi e futuro capo della prima squadra segreta. Nel 1935 nasce Samuel Krik, il futuro capitano di polizia della Città Senza Nome. Nel 1946 nasce Janus Valker, figlio di Boda Valker e fratello di Joba Valker. Contemporaneamente si forma la prima squadra segreta comandata dal Pipistrello. Nel 1954 il giovane Krik fa da capo a una missione il cui obiettivo è la cattura di Boda Valker, uno dei più sanguinari assassini del periodo. Arrivato però a casa di Boda trova solo suo figlio Jan di solo otto anni e diventato albino dopo essere stato catturato dall'Ombra. Jan Valker fa parte dell'unione degli Uomini Ombra, un'organizzazione di feroci assassini che segretamente controllano il governo. Inoltre lavora come scienziato nella base scientifica di Altrove. Nel 1965 la squadra segreta formata da "Il lupo", Saetta, il Fantasma azzurro, Tròteo, Il Ripulitore e il Pipistrello si scioglie e i componenti rivelano la loro vera identità denunciando pressioni da parte del governo che si oppone al loro scioglimento per impiegare la squadra in modo poco chiaro. Gli Uomini Ombra temendo che la Squadra possa costituire un problema la stermina con una bomba. Gli unici sopravvissuti sono "Il lupo", spia del governo e futuro capo della seconda squadra segreta, e il Pipistrello dato comunque da tutti per morto. Sarà lui ad allenare Marvel Mouse. Il governo mette a tacere le polemiche sull'accaduto facendo cadere tutte le colpe su Georges Tarkos, ucciso da Valker, scrivendo una falsa lettera in cui Tarkos si prende tutte le responsabilità dell'accaduto prima di suicidarsi.
Nel 1966 il dottor Abbard, collega di Jan, propone l'inizio del progetto il cui obbiettivo sarebbe la creazione di una seconda squadra segreta grazie all'aiuto di un siero di sua invenzione chiamato "fattore naturale" in grado di potenziare le capacità umane. Boda approva il progetto che prende il nome di "Progetto Rinascita". Il dr. Abbard inserisce all'interno del feto di cinque donne al quinto mese il fattore naturale per far nascere i nuovi super eroi. Alla nascita viene comunicato ai genitori che il figlio è nato morto e fa crescere i bambini all'interno del progetto creando così la seconda squadra segreta. La nuova squadra è formata da Fulmine, Karpa, Spettro, Tresh e Nottolo, conosciuto successivamente come il Buffone che tuttavia non sono dei supereroi ma solo dei disadattati.

#### La vita di Rat-Boy e la seconda squadra segreta (1967-1984)
(da Uomini e topi.)

Rat-Boy

Il 4 ottobre 1967 nacque Deboroh La Roccia che in futuro sarà Rat-Man. Il 4 marzo 1972 venne perso dai genitori in un centro commerciale durante una svendita e posto inutilmente fra gli oggetti smarriti. Dopo un mese venne affidato a un orfanotrofio gestito da suore. Nel 1975 Janus Valker, ingannato dal malvagio fratello Joba che voleva dargli un punto debole grazie al quale sconfiggerlo, si convinse che Deboroh fosse suo figlio e lo costrinse ad adottare il bambino. Fra i due però non c'era un buon rapporto, in particolare per la fissazione del bambino per i supereroi. Tuttavia nel 1979 costrinse Abbard a eliminare Nottolo dalla nuova squadra e a sostituirlo con Deboroh nei panni di Rat-Boy. Nello stesso anno si sposò con Kalissa, una sua collega di Altrove. Dopo un anno di allenamenti nel 1980 venne fondata la seconda squadra segreta: il Lupo divenne il capo del gruppo in quanto unico sopravvissuto della squadra precedente. La società però non vedeva in questi giovani l'ideale di giustizia che avrebbero dovuto incarnare poiché tutti sapevano che la squadra segreta era solo uno strumento nelle mani del governo. Rat-Boy iniziò a frequentare una ragazzina di nome Kimmy Belland che però non intendeva continuare la relazione fintanto che Rat-Boy non avesse deciso di lasciare la sua professione di supereroe e per questo si lasciarono.
Nel 1984 Joba incaricò il Lupo di uccidere il padre Boda, responsabile del fallimentare progetto, il quale lo fece al cospetto di tutta la seconda squadra segreta. Tresh non si riprenderà più dallo shock e Rat-Boy decise di abbandonare la squadra per l'amore di Kimmy. Jan portò Rat-Boy nel laboratorio e con una macchina per l'oblio (Memo) gli inserì un virus nel cervello che in 24 ore avrebbe dovuto cancellare ogni ricordo riguardo al suo padre adottivo. La base di Altrove venne chiusa e Janus fu sfidato da suo fratello Joba. Per salvare la vita a suo figlio decise di fondersi con l'Ombra uccidendo Joba e diventando il successore di Boda. Rat-Boy tornò a casa di Kimmy ma per un equivoco si convinse che lei aveva trovato già un altro uomo, e pertanto decise di scappare dalla Città molto Grande partendo per la Città senza Nome senza seguire gli ordini dei governativi che gli avevano preparato una nuova identità con cui avrebbero potuto seguirlo ovunque. Ma Deboroh, dimenticatosi ormai di Valker si farà conoscere come Marvelmouse: uno dei pochi "uomini in calzamaglia" rimasti in circolazione. Lo stesso anno Kalissa abbandona Valker rubando il tracciato mentale di Deboroh utile per rintracciarlo.

#### La vita di Marvelmouse e la rinascita (1984-1989)
(Il maestro, da Niente è per sempre)

Marvelmouse

Nel 1984 Rat-Boy si rifugiò nella Città Senza Nome mantenendosi esibendosi in un'arena per combattimenti col nome di Marvelmouse. Il suo primo incontro fu contro "l'uomo col costume da ragno". In questo periodo ci fu il boom dei manga e i pochi supereroi rimasti venivano scherniti e chiamati "uomini in calzamaglia". Marvelmouse non era molto robusto e veniva sempre sconfitto. Fino a quando nel 1989 non conobbe uno scultore che si presentò come il creatore della prima squadra segreta e del quale divenne allievo. Il maestro era uso scolpire un gargoyle per ogni errore commesso; Marvelmouse gli chiese se esisteva anche un gargoyle che rappresentasse il suo allievo e, come pensava, ne trovò uno col simbolo di Marvelmouse sul petto. Sconvolto e deluso scappò dal castello. In realtà il gargoyle rappresentava l'errore del maestro che pensava di aver scelto un incapace come allievo ma, guardando la perseveranza di Marvelmouse, si convinse di essersi sbagliato.
Marvelmouse andò all'arena per combattere un incontro che perse risvegliandosi solo due giorni dopo. Il maestro, deluso dal delirio di onnipotenza del suo allievo, decise di abbandonarlo al suo destino. La settimana dopo Marvelmouse avrebbe dovuto fare un incontro contro il Drago, uno dei combattenti più forti in assoluto, ma senza allenamento sarebbe sicuramente finito ucciso. Marvelmouse, per scusarsi col maestro, scolpì un gargoyle che rappresentava lo stesso maestro che compieva il suo ultimo errore, ovvero starsene a guardare. Il maestro lo perdonò e lo convinse che la sua inettitudine dipendeva dalla mancanza di fiducia nel suo simbolo. Per questo passò quella notte aspettando di ricevere un segno dal destino che gli portasse un nuovo nome e un nuovo motivo per combattere. All'alba il postino gli consegnò una copia di "Topolino" che porterà Deboroh a diventare Rat-Man, l'uomo-topo. Arrivato il giorno della sfida contro il Drago, Rat-Man sembrava combattere con tutte le sue forze, ma aveva un avversario troppo forte per lui che lo riempì di colpi fintanto che non avesse implorato pietà. Invece di farlo Rai-Man lo colpì inaspettatamente con un pugno. Il pubblico ammutolì, perché prima d'allora nessuno aveva mai colpito il Drago. E proprio quando il Drago stava per dare il colpo di grazia che avrebbe portato l'avversario in una dimensione parallela facendone perdere anche il ricordo, intervenne "l'Uomo con il costume da ragno" che, sacrificandosi, finì insieme al Drago nella dimensione parallela. La folla iniziò a ricordarsi del supereroe in calzamaglia anche se colpito dalla mossa del Drago e cominciò a scandirne festosamente il nome. Come dice Rat-Man, «Nessuna dimensione è così lontana da far dimenticare il valore di un uomo». Nel frattempo si scoprì che il maestro era il Pipistrello stesso, che si era salvato dalla bomba, e che vedendo la tenacia di Rat-Man decise di tornare egli stesso in azione. Ma il Punitore, un robot creato e programmato da Valker per trovare e distruggere i supereroi, lo scovò e lo uccise. Tutti nei laboratori festeggiarono tranne il braccio destro di Valker che dice «una pianta non muore senza dare frutto».

### Rat-Man

#### Lo spirito del supereroe e la paralisi (1989-1990)
(da Un nuovo inizio!)

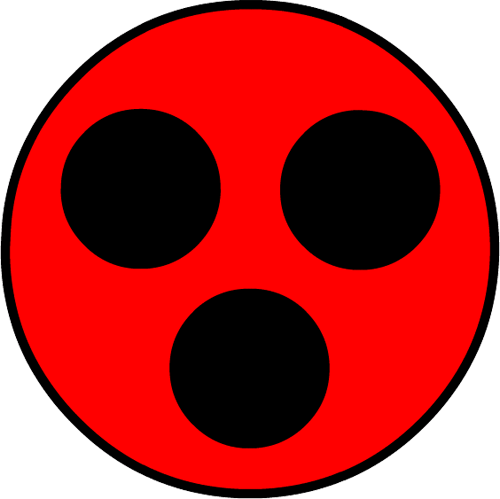
Logo di Rat-Man. Nella prima versione del 1989 de Le sconvolgenti origini del Rat-Man il logo era uguale a quello di Topolino; successivamente Ortolani lo cambiò per evitare possibili problemi di copyright.

Nel 1989 Marvelmouse ebbe il suo ultimo combattimento nell'arena e diventò definitivamente Rat-Man. Ogni volta che fermava dei criminali, lasciava come firma una carta recante il suo simbolo. Il motivo che spingeva Deboroh a uscire la notte con il costume era un misterioso spirito ("Il Rat-Man", come lo chiama Deboroh), che seminava terrore e distruzione ovunque, spaventando a morte Deboroh, che non si identificava per niente nello spirito del suo supereroe. Tuttavia il mostro, anche se ossessionato dalla vicinanza con Deboroh, si mostrava quasi obbediente nei suoi confronti. Una notte, dopo aver compiuto l'ennesima carneficina, lo spirito del Rat-Man, su richiesta di Deboroh ferito da alcuni teppisti, lo riaccompagnò a casa saltando da un tetto all'altro, ma a causa delle ferite Deboroh perse conoscenza cadendo nel vuoto. Venne trovato in una strada dalla donna transgender innamorata di lui, Cinzia Otherside, che lo portò a casa sua per curarlo. Rat-Man, per liberarsi dello spirito del supereroe, si chiuse in una stanza blindata per impedire allo spirito di raggiungerlo. Non riuscendovi infatti se ne andò via.
A seguito di questo evento Rat-Man incominciò a frequentare Cinzia, senza però sapere che lei fosse transgender. Iniziò poi ad avere dei misteriosi attacchi di paralisi che lo porteranno sulla sedia a rotelle. Nel frattempo la polizia ha ritrovato lo spirito del supereroe di Deboroh e si scopre la sua vera natura: Il Rat-Man è un campo di forza. Il Rat-Man è l'energia che funge da motore al supereroe ma non è il supereroe e una volta che Deboroh ha deciso di liberarsene si è paralizzato. Dopodiché le Ombre arriveranno in città seminando panico dappertutto e Krik decide di chiamare Rat-Man per salvare la città che inspiegabilmente dato che si trova su una sedia a rotelle arriva sul tetto del commissariato in volo spezzando l'osso del collo a Ending che stava per sparare a Krik. Tuttavia le ombre dentro di lui lo muovono lo stesso e poco prima che spari viene preso dallo spirito del supereroe, stritolato e gettato nel vuoto. Dopodiché Il Rat-Man torna dentro Deboroh fondendosi con esso. Dopo aver scoperto la vera natura di Cinzia il matrimonio salterà.

#### La terza squadra segreta (1996)
(da L'ultimo segreto)
Il 5 settembre del 1996 il professor August Abbard viene ucciso dai sicari di Janus Valker poco dopo aver spedito delle lettere ai supereroi della seconda squadra segreta. Il Lupo e Janus Valker hanno intenzione di creare la Terza Squadra Segreta sotto il diretto controllo dei Governativi e quindi dell'Ombra ma prima vogliono eliminare la seconda squadra attirandola nella Città Molto Grande dicendo che il Buffone li vuole morti. Dopo l'uccisione di Fulmine il Lupo convoca gli altri eroi dove uccide Karpa e Tresh. Rat-Man riesce a salvarsi. Il Lupo indirà una conferenza stampa dove dirà di aver pestato Rat-Man perché l'aveva visto uccidere Karpa e Tresh. Pochi giorni dopo Tòpin e Rat-Man andranno alla cattedrale abbandonata dove vennero uccisi i supereroi della prima squadra segreta perché pensano che questo sia il nascondiglio del Buffone. In realtà Tòpin è un alleato del Buffone che è in realtà Nottolo e odia Rat-Man perché gli ha rubato il posto nella Squadra Segreta e insieme lo imprigionano. Il Lupo viene però fermato da Spettro, alias Kimmy Belland, la ragazza amata da Rat-Boy e figlia del Lupo. Ma quando tutto viene scoperto Valker lancia una bomba termica nella cattedrale che tramortisce tutti senza uccidere nessuno. Il Lupo esce dalla cattedrale ma viene ucciso da Valker. Nottolo e Rat-Man sono ancora vivi, Nottolo vuole sapere il suo vero nome ma la lettera con su scritto il nome ce l'ha Rat-Man che la getta nel fuoco. Nella disperazione più totale si uccide lanciandosi fra le fiamme per recuperare la lettera. Fuori dalla cattedrale Tòpin incontra Valker e si offre come fulcro di una possibile nuova Squadra governativa. Kimmy, Tresh e Karpa sono ancora vivi e tutti riescono a sapere i propri veri nomi tenuti segreti a loro fin dalla nascita. Tutti accettano di separarsi dalla vita da supereroi, tranne Rat-Man, che rinuncia alle proprie origini per continuare la sua missione.

#### La saga del Ragno (1998)
(Mr. Fantastic, da Caccia al ragno)
La storia del Ragno è il rovesciamento di quella dell'Uomo Ragno: nel 1995 ad Altrove, i laboratori segreti degli Uomini Ombra, uno scienziato viene colpito da una raggio radioattivo letale; cadendo a terra, morde un ragno causandone una misteriosa mutazione genetica, a seguito della quale il ragno inizia gradualmente ad acquisire caratteristiche umane: egoismo, avidità, spietatezza. Le attività criminali del Ragno sono truffe, speculazioni, e altre "bassezze".
Il Ragno è diventato uno spietato editore, capace di pubblicare la sua stessa storia a fumetti in 27 versioni diverse (di cui una con la copertina in teflon) per fare soldi alle spalle dei lettori più ingenui.
Tempo dopo, braccato dagli altri editori, il Ragno si rifugia in un condominio abbandonato; Rat-Man interviene per catturarlo, ma gli salva la vita quando Valker, leader degli Uomini Ombra, invia un emissario, il Redactor ad ucciderli entrambi. Rat-Man comunque riuscirà a sconfiggere il mostro di Valker, che però si autodistruggerà facendo perdere le tracce del ragno.
Cinque anni dopo, Rat-Man (dopo un violento pestaggio) venne soccorso da Denam, uno scienziato che in realtà più che salvarlo intendeva utilizzarlo come cavia nei suoi esperimenti. Durante la degenza, Rat-Man conobbe Thea, presentatasi come la figlia del professore, e se ne innamorò profondamente. I due riuscirono a impedire gli esperimenti di Denam che voleva creare una super-razza di vegetoidi (di forma umana ma creati da partire da vegetali che dovevano assorbire fluidi per sopravvivere) e scapparono insieme... ma Thea non era umana, era una delle creature di Denam, e non sopravvisse. Rat-Man non la dimenticherà mai, nemmeno tra le braccia della Gatta.
Thea era comunque stata "creata" basandosi sull'aspetto della vera figlia di Denam... che è uguale a lei, ed è viva, anche se non si è (ancora) mai più rivista...

#### La saga del Clone (1999)
(da Io, il clone!)
Nel 1999, grazie al tracciato mentale di Deboroh rubato a Valker nel 1984, Kalissa riesce a rintracciare Rat-Man. Illudendolo con le possibilità di diventare immortale, lo convince a clonarsi.
Rat-Man viene rinchiuso in una grande cella di stasi dagli scienziati del progetto repetita iuvant, fra cui c'era anche Kalissa, fornendo le cellule per la clonazione di sé stesso. In questo modo gli scienziati racchiudono i cloni in un enorme nido comprendente centinaia di elementi, che, a uno a uno, vengono spediti al posto del precedente. E così per sei mesi, fino a quando, in carica è presente il clone numero 6, che una notte incontra un altro Rat-Man, probabilmente un clone scappato dal nido, ma convinto di essere l'originale. Non riesce ad accettare la possibilità di essere un clone, e si reca, insieme a Numero 6 al centro Repetita Iuvant, per farsi spiegare cos'è successo da Kalissa. È ovvio che lui sia un clone, ma non volendolo accettare diventa paranoico, convincendosi che lo vogliono solo confondere, ma viene attirato nella sala in cui è rinchiuso il Rat-Man; poco prima di entrarci accade l'irreparabile: se un clone non viene programmato non può vivere che poche ore, dopodiché si scioglie su sé stesso. Questo era il clone numero 73.
Non era la prima volta che un clone scappava dal nido, ma nessuno sa a cosa sia dovuto questo strano malfunzionamento.
Era il Rat-Man stesso, che, nel tentativo di liberarsi dalla cella di stasi, "attivava" prematuramente i cloni. E alla fine, riesce ad attivarli tutti, ed a fuggire dal Centro insieme a loro.
Riappropriatosi della sua identità, Deboroh torna al Centro per vendicarsi, ma viene raggiunto da Numero 6 che lo convince a non diventare un assassino.
Tutti i cloni, nel frattempo ricatturati dagli addetti del Centro, vengono riassorbiti da Deboroh, tranne Numero 6, che rivela una sconvolgente verità; lui ha gli occhi azzurri, mentre Deboroh li ha marroni. Numero 6 non è un semplice clone, è una mutazione.
E Numero 6 accetta di farsi porre in stasi, perché non c'è posto nel mondo per due Rat-Man; così, lui potrà tornare, in futuro.

#### La fine di Rat-Man (2004-2006)
(Rat-Man e Tadeus Brakko, da La fine di Rat-Man)
Nel 2004 Rat-Man entra in coma. Dopo il suo risveglio, nel 2006, Brakko rivela che è stato ridotto in fin di vita dalle percosse di un bambino.
Dopo il suo risveglio e la riabilitazione, Rat-Man scopre che la città è stata occupata da nuovi supereroi. In questo periodo perde la sua grinta occupando la maggior parte del suo tempo ad accudire il figlio di Brakko. Sentendosi tradito dalla città decide di indire una sfida, tra lui e il più forte dei nuovi supereroi, ma nessuno raccoglie la sfida e Rat-Man si sente ancora più amareggiato, fino al giorno in cui vede che tutti i supereroi scappano dalla città terrorizzati da qualcosa nell'arena. Rat-Man va ad investigare e scopre che lì dentro si trova il robot assassino di supereroi, quello che anni addietro uccise il suo maestro. Invece di sfidarlo in un duello mortale, decide di togliersi definitivamente il costume di Rat-Man per non indossarlo mai più: ha infatti capito che se non c'è il supereroe non può esserci nemmeno un cattivo, come nei fumetti che tanto piacciono a Deboroh.
Il ragionamento si rivela esatto: il robot se ne va e Rat-Man nel 2006 smette di esistere.

#### Il ritorno (2008)
(Deboroh LaRoccia, da Io sono leggenda)
Nel 2008, l'azienda di Deboroh, la Fuffa Corp. finisce in rovina. Finisce così in strada, a mendicare insieme ad altri barboni. D'un tratto ha un'idea: anche se Rat-Man non esiste più, può mantenere vivo il suo ricordo facendo un cartone animato su questo (auto-parodia di Ortolani, perché nella realtà il cartone a moltissimi fan non è piaciuto, così nel fumetto finisce per essere addirittura la colpa del tracollo di Deboroh). Dopo tutto questo, l'Ombra, Valker, riesce a entrare nella mente di Deboroh, e, dopo notti in una cella di isolamento, grazie all'aiuto del capitano Krik che rientra improvvisamente in scena e di Arcibaldo, se ne va temporaneamente. È il ritorno di Rat-Man.
A questo punto viene aperta da Ortolani una parentesi (la saga composta dalle due storie Ratto e Ratto II - La vendetta dedicate alla serie di film di Rambo interpretata da Sylvester Stallone) per riflettere sulla natura di Rat-Man. La trama di questa saga non è di facile lettura perché si svolge su due piani narrativi paralleli distinti che poi si uniscono. Il primo è quello che vede Rat-Man – ormai tornato allo status quo di prima di abbandonare il costume – che decide di fare una vacanza in Eutanesìa, un paese sconvolto dalla guerra civile, in compagnia dei suoi amici Brakko e Jordan, che vengono fatti prigionieri del feroce colonnello Wanga. L'altro piano narrativo ci fa entrare direttamente in questa guerra civile, puntando i riflettori su Ratto, uno dei soldati migliori mai visti in azione, il Rat-Man che poteva essere e non è stato, un eroe spietato, senza morale, cieco assassino, un Rat-Man che, in crisi di identità, lasciata la sua città e la sua calzamaglia, ha deciso di seguire la strada delle armi diventando un freddo guerrigliero mercenario. Ratto durante una missione decide di portare via dalla guerra Gesù (in realtà, un crocifisso con Cristo sopra, che lui considera come una cosa animata al pari di Piccettino). Ma poi, una volta giunto nel mondo civile, lontano dai confini della Eutanesìa, riesce a suo modo a capire che in realtà è proprio nella guerra – tra gli ultimi – che Cristo vorrebbe stare e quindi lo riporta indietro. Nel secondo capitolo della saga Rat-Man viene aiutato a salvare i suoi amici da colui che tutti chiamano "GUERRA" (il Sylvester Stallone del film John Rambo), mentre Ratto, tornato in zona di guerra, perde di vista Gesù e inizia a costruire una micidiale arma che userà per uccidere il colonnello Wanga. Alla fine della saga le due linee narrative si uniscono e i due universi si incontrano per riflettere sul personaggio di Rat-Man, di animo buono e gentile, in antitesi con quello di Ratto, vendicativo e spietato.
La battaglia contro l'Ombra, la perdurante situazione di povertà, e la consapevolezza delle perdite subite nella sua carriera di supereroe, compresa Thea, l'amore di sempre, hanno però lasciato Rat-Man un uomo finito. In più, la Città Senza Nome, sconfitta l'Ombra, gode un perdurante periodo di pace che rende Rat-Man inutile ai suoi cittadini ed ai suoi amici, i quali decidono, per concedere a Deboroh una nuova occasione e contemporaneamente allontanarlo da loro, di spedirgli un falso invito, proveniente da New York, la città dei Supereroi.
Deboroh parte per la metropoli, divenendo amico della cameriera Rose e vivendo in un motel. Acquistato un nuovo costume, con una "R" stilizzata in luogo del Rat-Segnale, ed un nuovo "superpotere" (il "Senso di Nano", ovvero un nano dall'umore burbero che lo avvisa dei pericoli, parodia del "Senso di Ragno" dell'Uomo Ragno), Rat-Man comincia a girare per la metropoli, cercando i Super-Eroi. Quando alla fine li incontra, gli stessi lo sottopongono ad un rigido interrogatorio per capire le sue motivazioni: solo quando Rat-Man ammette di sentirsi un eroe nonostante i fallimenti, nonostante l'apparente tradimento di tutti i suoi amici e la solitudine gli Eroi lo dichiarano uno di loro.
Successivamente, dopo una serata con Rosie, Rat-Man viene rapito da un pazzo (che precedentemente gli salvò la vita) vestito di stracci che si scopre essere in realtà "Lo spettacolare Arrampicamuri" (parodia anche lui dell'Uomo Ragno); che, dopo averlo portato in una caverna, gli spiega che in realtà i supereroi, avendo ucciso e non sconfitto temporaneamente i cattivi come facevano credere, erano diventati inutili; e che i fumetti erano in realtà un'invenzione di Capitan Battaglia (probabile parodia di Capitan America) per attirare Rat-Man, che ancora credeva in loro, a New York. Dopo averglielo provato mostrandogli che in realtà la caverna era l'interno del corpo defunto di Gigantus (tra l'altro nemico dei "Favolosi Quattro", parodia dei Fantastici Quattro), Rat-Man chiede ad Arrampicamuri di riportarlo al Motel, dove trova il Nano a terra picchiato da Ironcrash (parodia di Iron Man). Dopo aver tirato un pugno a quest'ultimo ed essersi fratturato una mano, Rat-Man scopre che i supereroi, per attirarlo in una trappola ed ucciderlo per il tradimento, avevano rapito Rosie. Allora cambia ancora costume (tornando a quello con il logo originale), e decide di andare a salvarla. Arrampicamuri scompare ed allora, accompagnato da Nano, va a salvare Rosie.
Grazie alla sua bontà d'animo e generosità Rat-Man, rifiutando di arrendersi ai Supereroi che cercano di ucciderlo per evitare il tradimento, riesce a convincere tutti a seguire "La Luce dell'Eroe", abbandonando il piano terrestre per un piano superiore di esistenza. Iron Crash solo rimane indietro, poiché, essendo ormai più macchina che uomo (ovvero un cyborg, laddove Iron Man è un uomo in armatura) non riesce a comprendere qualcosa che riguarda le emozioni e l'anima (il "cuore") di un vero eroe, e viene abbandonato. Rat-Man torna così alla Città Senza Nome, per riprendere la sua vita di sempre.
Inizia una saga fuori cronologia (la Quadrilogia dei Sacrificabili dedicata al film d'azione I mercenari - The Expendables di Sylvester Stallone), dove una versione di Rat-Man (già apparsa nelle due storie Ratto e Ratto II - La vendetta, dedicate alla saga cinematografica di Rambo), dal nome di Ratto, è mostrato risiedere ora in Norvegia, dopo le ultime avventure raccontate. Qui passa il suo tempo, impegnato nel tentativo di evangelizzazione dei Lemming, provando così a salvarli dal suicidio per mezzo della parola di Gesù Cristo, rappresentata da un Crocefisso con cui parla abitualmente. Ratto viene ricontattato dai "Sacrificabili", una squadra mercenaria di cui aveva fatto parte, guidata dal Colonnello Angelo (il Sylvester Stallone del film I mercenari - The Expendables, ritratto da Ortolani con precisione fotografica, più che caricaturale), e parte per una missione alla ricerca del segreto per sconfiggere la morte. Nel corso di questa missione si ritrova nella Palestina dell'anno 33 d.C., dove prende parte agli eventi relativi alla Passione di Cristo, assicurandosi che avvengano esattamente come è riportato nei Vangeli. Al termine della missione, Ratto si rivela un Rat-Man alternativo, nato ad un bivio della sua passata vita, quando più o meno volontariamente, scelse le armi da fuoco nella sua lotta contro il crimine, uccidendo uno sgherro. Da qui lascia la calzamaglia, per diventare un freddo guerrigliero mercenario. Ritrova a fine avventura, la salvezza dell'anima e la sua via, tornando ad essere il Rat-Man dell'origine, che avrebbe dovuto essere, il supereroe della Città Senza Nome.
Le avventure successive raccontano di un Valker, che nonostante abbia cancellato ogni ricordo di sé stesso dalla mente di Rat-Man e sia stato inghiottito dall'Ombra, nondimeno egli continua a rimanere come un'eco nel subconscio di Rat-Man, subconscio raffigurato come un paesaggio urbano devastato ed apocalittico, popolato da tutte le persone che Rat-Man ha incontrato nella sua vita e che poi ha dimenticato. L'Eco di Walker è raffigurato alla ricerca dei "varchi", fratture tra il subconscio e la memoria cosciente, segnalate dalla presenza dei "frammenti", pagine di fumetto che rappresentano i ricordi e le idee di Rat-Man, a volte curiosamente appartenenti a "Universi Paralleli" (come le varie parodie di Guerre stellari, Il Signore degli Anelli ed altri testi letterari). All'interno della mente di Rat-Man il Valker subconscio riesce a sconfiggere un'immagine residua di suo fratello Joba, alla ricerca di un modo di fuggire dalla mente di Rat-Man, trasformato sotto forma di onde elettromagnetiche in grado di muoversi di mente in mente, insieme all'Ombra, per mezzo del cellulare, grazie all'aiuto di un gruppo di passate conoscenze di Rat-Man e de "Il Rat-Man" stesso, ovvero l'immagine mentale del Rat-Man eroe, forte, possente ed in grado di ricordare suo padre. Viene infine ricompensato con un "frammento" in cui un Janus Valker anziano riesce a riunirsi a suo figlio Deboroh, che pur non ricordandolo lo lascia entrare in casa per scaldarsi e rifocillarsi. Non è comunque reso chiaro se sia solo un "universo parallelo", una fantasia o un avvenimento che realmente accadrà a Rat-Man nel futuro.
Nel presente, inesplicabilmente appare un Janus Valker nuovamente umano, ma ormai vecchio, stanco e braccato dal Consiglio di criminali che ha abbandonato, nonché dall'eccentrico assassino Reegar (che corteggia le sue vittime uccidendole solo alla fine, durante il "matrimonio"), ed aiutato da uno Jorgesson con entrambe le braccia (il suo assistente, Jorgesson, aveva perso il braccio sinistro durante lo scontro di Janus con Joba). Queste idiosincrasie, e probabilmente ogni apparizione di universi paralleli e parodistici, vengono giustificate con l'invenzione da parte di Valker di una tecnologia in grado di modificare lo scorrere del tempo, creando nuove linee temporali divergenti al principio, rendendolo capace di riscrivere lo spaziotempo nella linea temporale primaria in seguito. In questa linea temporale Tòpin, l'ex assistente di Rat-Man da lui abbandonato nelle prime avventure e raccolto da Valker, è diventato un suo seguace, ed in cambio della possibilità di vendicarsi di Rat-Man, lo aiuta a perfezionare la tecnologia di modificazione del tempo in modo da cancellare per sempre i supereroi. Allo scopo riesce a catturare Rat-Man, potendo così analizzare il tracciato mentale di un vero Supereroe, in modo da poter consentire a Valker il suo obiettivo.
Valker, contento della notizia, si affretta a rivolgersi al Consiglio per chiedergli di ritirare la sua condanna a morte e revocare il contratto di omicidio a Reegar: il Consiglio acconsente a riaccoglierlo, ma il loro portavoce conferma preoccupato di non aver mai convocato Reegar. Valker comincia così a sospettare Tòpin, ritenendolo ancora un eroe ed ipotizzando una cospirazione tra lui e Rat-Man per aggredirlo coi suoi stessi mezzi. Quando si reca nel suo laboratorio per affrontare Tòpin, trova il disciolto cadavere del Rat-Man prigioniero, apparentemente un clone, e Tòpin che, gelidamente, gli propone, come alternativa al cancellare la Luce dal mondo eliminando i supereroi, procurarsi il tracciato mentale di una persona disperata e tradita, uccisa dalla persona amata, ed usarlo per scatenare l'Ombra sul mondo. Valker, stupito dalla familiarità dimostrata da Tòpin verso l'Ombra, acconsente, ma proprio nel momento in cui si chiede chi sacrificare, Kalissa, la sua ex moglie, lo ricontatta dopo quattordici anni.

#### Progetto Vendicatopi (2013-2014)
Nel 2013 Deboroh tenta di insegnare in una scuola per promettenti super-eroi, ma non sa se gettare la maschera e incontra Kimmy; i due diventano più amici finché l'uomo da un occhio solo (evidente parodia di Nick Fury) parla a Rat-Man, per affidargli il compito di guidare una squadra di supereroi (anch'essi parodia degli Avengers, del loro primo film dell'MCU), creata da un tale Mister Mouse (Topolino). Rat-Man accetta di entrare nei Vendicatopi e vince il primo scontro contro il dio della menzogna, Trukka (Loki). Ma in seguito Mister Mouse si rivela cattivo, così Kimmy, Deboroh, Cinzia e Tresh formano l'ultima squadra per sconfiggere il Topo. Alla fine uccidono Mister T. Tornato a casa, il 22 novembre 2013, apre la lettera, quella lettera del 2 settembre 1996 e scopre di essere destinato all'Ombra.
Una storia ambientata nel futuro, precedentemente pubblicata, mostra un futuro alternativo a questo, o semplicemente ancora successivo, in cui un Rat-Man ormai anziano e malato, con l'aiuto di Brakko, scappa dalla Casa di Riposo dove vive ormai solo ed abbandonato ed accorre alla Centrale di Polizia per investigare sull'accensione del Rat-Segnale, convinto che qualcuno abbia chiesto nuovamente il suo aiuto. Scoprendo che il Rat-Segnale si è solo acceso accidentalmente a causa del temporale, Rat-Man abbandona definitivamente il suo costume, contento di spendere i suoi ultimi giorni come un arzillo pensionato che sfama i gattini al parco (elargendogli copiose dosi di lassativo, a causa del suo odio per i gatti durato tutta la vita): un ragazzo, trovato il suo costume abbandonato in un vicolo, lo stringe a sé, ricordando come nei momenti brutti Topolino gli avesse sempre dato il coraggio di andare avanti.

#### L'estinzione dei supereroi (2014)
Dopo la morte di Mister Mouse la popolazione mondiale ha smesso di credere nei supereroi e la polizia e il governo ha deciso di metterli al bando (come successe nel fumetto di Watchmen). Mentre i supereroi diventano sempre di meno, l'Ombra inizia la sua caccia spietata alla ricerca di Rat-Man, il quale dovrebbe diventare il prossimo corpo dell'Ombra stessa. Rat-Man viene però tratto in salvo, proprio quando l'Ombra lo sta per sopraffare, dallo scienziato monco Jorgesson, ex assistente di Janus Valker, che lo porta nel suo laboratorio. Jorgesson rivela al supereroe che l'unica persona in grado di spaventare e sconfiggere l'Ombra è proprio Valker, il quale è finito nella dimora del nemico, l'Abisso. L'unico modo per salvare l'umanità è quello di recuperare Valker dall'Abisso, e a tale scopo Jorgesson mostra a Rat-Man un'arma in grado di combattere l'Ombra chiamata "Gigioni". Gigioni è un'ombra creata appositamente da Valker per poterlo salvare dal regno delle ombra. Grazie anche all'aiuto di padre Angelini Rat-Man, Jorgesson e Gigioni riescono a salvare Valker riportandolo nel mondo reale: Jorgesson e Gigioni scompaiono nell'abisso, e, appena chiuso il portale con il regno delle ombre, si scopre che neanche Rat-Man non è riuscito a passare. L'Ombra tenta quindi di incarnarsi nel corpo del supereroe, ma siccome Rat-Man è puro lo fa prima combattere contro la sua stessa ombra e mette in scena un finto salvataggio da parte dell'ombra di Janus Valker per fargli rivelare i suoi punti deboli.

#### La missione di Valker (2015-2016)
Dopo la vittoria dell'Ombra su Rat-Man, Janus Valker si ritrova misteriosamente catapultato indietro nel tempo, più precisamente al 4 marzo 1972, ossia il giorno in cui Deboroh La Roccia si perse al supermercato. Valker, accorso sul posto per assistere alla scena si accorge ben presto che c'è qualcosa che non va, dal momento che i genitori riportano il bambino a casa con loro. Egli capisce quindi che l'Ombra, entrata nel cuore di Rat-Man, gli ha permesso di esaudire il suo più grande desiderio, quello di avere una famiglia, in cambio di impossessarsi del suo corpo e della sua anima. Per tentare di porre rimedio alla situazione e fermare l'avanzata dell'ombra, il redento Janus Valker rapisce il piccolo Deboroh per farlo addestrare dal maestro prima del tempo, per farlo diventare un supereroe, come il piccolo Deboroh ha sempre sognato. Purtroppo ciò si rivela infruttuoso e Valker è costretto a chiedere aiuto al proprio padre, Boda Valker, ancora vivo nel 1972, nonché al momento incarnazione dell'ombra. In un primo momento egli si rivela disposto ad aiutarli, autorizzandoli a recarsi ad Altrove, il centro di ricerca in cui Deboroh aveva passato la sua infanzia alternativa sotto l'identità di Rat-Boy, addestrandosi a diventare un supereroe. Lì troveranno una giovane Kalissa e un giovane Jorgesson intenti alle loro ricerche, e a cui chiederanno aiuto. Nel frattempo Boda si rivela per ciò che è, ossia il male incarnato, intenzionato a distruggere il mondo e che quindi tenta di uccidere tutti. A salvare la situazione sarà un Janus Valker più giovane di 40 anni, accorso sul posto. Egli intuisce che tutto quello che sta accadendo non è reale, ma è un sogno del Janus Valker anziano, mentre tutti gli altri sono proiezioni della sua mente. L'ombra che avanza rappresenta invece la morte in agguato per lo scienziato il quale, salvato dal regno delle ombre nella saga precedente, è ora in pericolo di vita a causa del trauma subito, Se quindi Valker non troverà un modo per fermare l'Ombra, morirà. Fortunatamente, durante l'ultimo attacco di Boda, capisce che è stata proprio la mancanza di un padre affettuoso, quale lui era stato con Deboroh, a farlo cadere preda del male. Janus Valker ritrova quindi la speranza e risale a nuova vita. Svegliandosi trova al suo capezzale l'amata Kalissa, che però, dopo il caloroso incontro, gli rivela l'amara sorpresa: suo figlio Deboroh Valker, il Rat-Man, ha lottato nell'abisso contro l'Ombra ma ha perso, e quindi L'Ombra si è reincarnata in lui.

#### La decalogia della Fine (2016-2017)
Con la Decalogia della Fine, una lunga epica saga che rappresenta l'epilogo della serie di Rat-Man, Leo Ortolani chiude tutte le sottotrame della serie lasciate finora in sospeso.
L'Ombra, con cui il protagonista si è battuto per anni, ha preso possesso del corpo di Rat-Man, nella versione ipertrofica rappresentata da "Il Rat-Man", il gigantesco e spietato alter ego del goffo supereroe, e sta cercando di conquistare il mondo con la creazione di una sorta di culto religioso dai contorni messianici. L'Ombra è sempre più potente e "Il Rat-Man" diventa sempre più mostruoso, sia nell'aspetto che nei modi. Nel frattempo Brakko, Cinzia e padre Angelini hanno organizzato una forza di resistenza e sono in attesa di agire, mentre Valker è ritornato più puro che mai, privo di capelli e vestito solo di un velo bianco, per contrastare l'Ombra.
Una parziale retcon rivela che molti degli eventi narrati nei capitoli precedenti sono una versione romanzata e modificata dai Laboratori Altrove degli eventi reali: nella corrente, reale linea temporale gli scienziati di Altrove ed il Capitano Krik, sapendo che Rat-Man sarebbe caduto preda dell'Ombra, avevano cercato di posporre al momento più utile il suo desiderio di avere una vera famiglia, condannandolo ad una vita di solitudine fino al momento giusto: in realtà l'amore perduto di Rat-Man, Thea, è un clone di Aima, una giovane scienziata della quale Rat-Man si era innamorato mentre ella cercava di risvegliare il suo eroismo latente.
Il team di Altrove decide così di sequestrare la dottoressa Aima e privarla dei ricordi dell'amato, convincere Rat-Man della sua morte e preparare diversi cloni di Aima: uno, chiamato Thea, che interpretasse gli eventi de "La Minaccia Verde" ed un altro da esibire al "Rat-Man" perché questi, provando amore, rigettasse l'Ombra, ignorando che Rat-Man e Aima avevano avuto il tempo di concepire una bambina, chiamata a sua volta Thea. Come effetto collaterale, nella psiche di Rat-Man (raffigurata da tanti goffi ometti simili all'eroe, ognuno a rappresentare un lato della sua personalità) l'Incredibile Ik, il lato che raffigura l'Amore, viene richiuso per sempre sotto lo sguardo triste del "Frulla", il lato che raffigura la lussuria, rappresentando lo shock emotivo che ha privato Rat-Man della capacità di amare.
Nel presente, l'Ombra divora il secondo clone di Aima, rivelando di aver compreso il piano di Altrove e che il concetto stesso di poter calpestare e manipolare l'amore prova che il mondo è abbastanza malvagio per i suoi scopi: dopo alcuni tentativi falliti di affrontare l'Ombra, Valker si rende conto che esiste ancora un modo per sconfiggere l'Ombra e ridare a Rat-Man l'amore: anche grazie al sacrificio di uno dei Generali dell'Ombra, l'enigmatico Mr. T, pentito delle malefatte dell'Ombra e desideroso di redimersi in un atto di eroismo, riesce a liberare l'Amore di Rat-Man e ricongiungerlo con la seconda Thea, la sua figlia perduta.
Ricongiunto con sua figlia, Rat-Man riesce a liberarsi dal controllo dell'Ombra, la quale però è diventata autosufficiente ed avvolge e permea l'intera realtà: nuovamente sconfortato brevemente dal fatto che Aima non ha più ricordi di lui, Thea non l'ha mai incontrato e la sua vita fino ad oggi è stata una serie di sconfitte ed umiliazioni, con l'aiuto di Valker si rende conto che ha ancora l'amore dei suoi amici e familiari, riscuotendosi per un'ultima battaglia, che annuncia accendendo, per un'ultima volta, il Rat-Segnale perché sia visibile sul cielo oscurato dal nemico.
Comincia così l'ultima resistenza contro l'Ombra, con Rat-Man, Brakko, Cinzia, padre Angelini, Jordan, Aima, Thea, Kirk, Tamara, Valker (redento e conquistato dall'affetto per la nipotina appena conosciuta) e altri sopravvissuti asserragliati nella centrale di polizia, mentre le ombre dell'abisso li assaltano. La vittoria sembra impossibile finché vengono salvati dal numerosissimo esercito della "Dama", in realtà la moglie di Brakko alla guida di tutti i suoi amanti; ma anche questo si rivela solo l'ennesimo inganno dell'Ombra, che non aveva ancora schierato la maggior parte del suo esercito di creature. Prima che cominci lo scontro finale, Rat-Man decide di confessare la sua menzogna più grande e chiedere perdono: aveva sempre saputo che Aima era ancora viva, ma non l'aveva più cercata per poter fare il supereroe. Un raggio di luce si fa largo tra le tenebre che ricoprono il cielo, ferendo le creature dell'Abisso, e rivelando come sconfiggere l'Ombra. L'Ombra è diventata forte grazie alla perdita di coscienza del confine fra "giusto" e "sbagliato" e del senso di responsabilità delle proprie azioni e delle proprie "colpe"; la presa di coscienza delle proprie colpe e delle proprie responsabilità indebolisce l'Ombra e permette il ritorno della luce. Rat-Man inoltre comprende che come lui è in grado di udire le voci di tutti coloro che chiedono aiuto, essi sono in grado di udire lui, e grazie a questo legame può rivelare a tutti il modo di sconfiggere l'Ombra. Tutti seguono l'esempio di Rat-Man e l'Ombra si ritira.
La nube che ricopriva il cielo si dissipa così in una pioggia di luce, mentre le creature dell'Abisso fuggono o vengono distrutte. Tra le tante voci sentite da Rat-Man però c'è anche quella di Thea, scomparsa durante l'attacco (dopo che Valker, in fin di vita e circondato dalle creature, le aveva chiesto di precederlo) e catturata da Tòpin, ultima forma rimasta all'Ombra. Rat-Man lo raggiunge sulla collina dove tanti anni prima aveva perso la sua amata e dove ora l'Ombra rivela che intende usare Thea e la sua rabbia verso il padre, che non c'è mai stato, per reincarnarsi. Rat-Man la affronta, ma, privato delle "voci" di coloro che chiedevano aiuto e senza il supporto della figlia, non riesce a trasformarsi ne "Il Rat-Man". Proprio quando sta per essere sconfitto però Thea prova compassione per il padre e decide di dargli un'altra possibilità, chiamandolo per la prima volta "papà", facendo così emergere Il Rat-Man che sconfigge Tòpin. Quest'ultimo, accasciato al suolo, rivela che l'Ombra ritornerà sempre, a meno che Rat-Man non lo uccida. Ma, così facendo, l'Ombra si attaccherebbe alla sua anima come senso di colpa e riuscirebbe alla fine a riprenderne il controllo. La sua risata malvagia viene interrotta da Valker (sopravvissuto nonostante tutto), che non si fa problemi ad eliminarlo una volta per tutte.
Le ultime scene raccontano del doppio matrimonio tra Rat-Man e Aima e tra Brakko e Cinzia, con tanto di foto finale di tutti i personaggi assieme. Le ultime tavole però mostrano Rat-Man che, dopo essersi fatto promettere che lei non dirà nulla alla madre, si getta da un palazzo accompagnato da Thea, che indossa un costume da Rat-Girl.
Mentre Thea e Rat-Man volteggiano gioiosi nei cieli della Città Senza Nome, come padre e figlia e come Eroe e Spalla, nella Cattedrale il conto alla rovescia della capsula dove Numero 6 dorme il suo sonno criogenico continua a ticchettare, lasciando presagire che quando Rat-Man sarà morto e Thea invecchiata Numero Sei tornerà anche lui per vivere la vita che gli era stata promessa.

## Comprimari
- Cinzia Otherside è una donna transgender innamorata di Rat-Man. In origine era un postino di nome Paul, ma prende coscienza della sua identità di genere in seguito ad un abbraccio di Deboroh, riconoscente per avergli dato l'ispirazione per la sua identità segreta. Tenta continuamente di sedurre o di sposare Rat-Man, che considera l'uomo della sua vita. Il ratto tuttavia prova un forte disgusto per Cinzia, che ironicamente chiama "Transessuale platinato".
- Janus Valker, la nemesi di Rat-Man, è il corpo a cui si è unita l'Ombra dopo la morte di Boda Valker, suo padre. Prima di essere posseduto dall'Ombra è stato convinto dal fratello Joba che Deboroh fosse suo figlio, ragion per cui lo adotta dall'orfanotrofio dove è ospitato, diventando suo padre adottivo. Questo originario affetto nei confronti del giovane gli rimane anche dopo la sua unione con l'Ombra, e, nonostante il suo attuale status, una parte di sé buona e compassionevole è ancora desiderosa di proteggere suo figlio adottivo. Il suo aspetto è quello di un uomo alto, freddo e spietato, dietro il quale nasconde una forza ancor più devastante. L'essere posseduto dall'Ombra, inoltre, lo ha reso albino e sensibile alla luce, ragione per cui deve sempre indossare i suoi tipici occhiali, che però sono anche un mezzo per impedire lo sprigionarsi dei suoi terribili e inspiegati poteri.
- Samuel Krik è il capitano a capo della divisione di polizia della Città senza Nome. Utilizza spesso Rat-Man nelle missioni ed è suo amico, nonostante sia molto più scettico delle sue abilità che non Brakko. Quando Rat-Man incominciò la sua lotta al crimine come supereroe, egli è stato il primo nel corpo di polizia ad identificarlo come un alleato e non come una minaccia. Si scopre successivamente che è un agente della Luce, l'organizzazione impiegata a contrastare l'Ombra. Come suggerisce il nome stesso, si basa sul personaggio di James Tiberius Kirk della saga di Star Trek[40].
- Tadeus Brakko è un ispettore di polizia della Città senza Nome e il migliore amico di Rat-Man. È nero, ma per il fatto di essere così privo di intelligenza, almeno quanto Rat-Man, non si accorge dei pregiudizi razziali dell'amico nei suoi confronti. Sua moglie Clara lo tradisce costantemente, ma al tempo stesso ne è profondamente innamorata. Il loro stesso figlio, Tadeus Brakko Jr. è in realtà figlio del postino. Per il suo aspetto fisico Ortolani si è ispirato al personaggio di Roger Murtaugh interpretato da Danny Glover nella serie di film Arma letale[41].

## Altri media

### Televisione

Rat-Man nella serie animata

Rat-Man: tra il 2005 e il 2006 Stranemani e Rai Fiction avviarono la produzione di una serie televisiva d'animazione incentrata sul personaggio ispirata al fumetto; fu completata nel 2006 ed è costituita da 52 episodi da 13 minuti ciascuno; venne trasmessa per la prima volta dal 20 novembre all'8 dicembre 2006 su Rai 2 i primi 14 episodi mentre i rimanenti sono usciti esclusivamente in DVD. La serie ha generato critiche contrastanti tra i fan di Rat-Man. Da una parte c'è chi apprezza il tentativo di portare il fumetto sullo schermo con una produzione tutta italiana e dall'altra i molti fan delusi dal risultato scadente dell'adattamento, i quali argomentano che il fumetto di Rat-Man, per sua stessa natura, non si presta a nessun tipo di trasposizione animata. Il successo di pubblico è stato decisamente mediocre, imputabile in parte anche ad una pubblicità e ad una programmazione carente da parte della Rai, tanto che degli iniziali 52 episodi, ne sono stati trasmessi solo 28 (il tema della gestione della serie animata da parte della Rai è stato al centro di un lungo botta e risposta a distanza fra Leo Ortolani e la Rai).

### Cinema
Rat-Man - Il segreto del supereroe: lungometraggio di montaggio di 70 minuti ottenuto da cinque episodi della serie, che è stato proiettato in anteprima il 16 marzo 2007 al cinema Lumière di Bologna in occasione del Bilbolbul Festival internazionale di fumetto.

## Merchandising
Nel 2014 sono state realizzate diverse statue dedicate al mondo di Rat-Man da parte di Infinite Statue: Rat-Man con Piccettino e Cinzia con Fisso, Valker e Dark Mouse. Sono previste inoltre due nuove statue con soggetto Rat-Man, una presa dalla storia 299+1 e una di Rat-Man in una posa nuova.
È stato realizzato un gioco di carte, Rat-Man - Il gioco senza nome (riferimento alla "Città Senza Nome" dove vive Rat-Man), prodotto da Panini Comics, Stranemani e Pan Distribuzione e uscito a Lucca Comics 2007. Lo stile grafico è ispirato alla serie televisiva per una successiva commercializzazione all'estero.

## Accoglienza
(Sergio Algozzino)

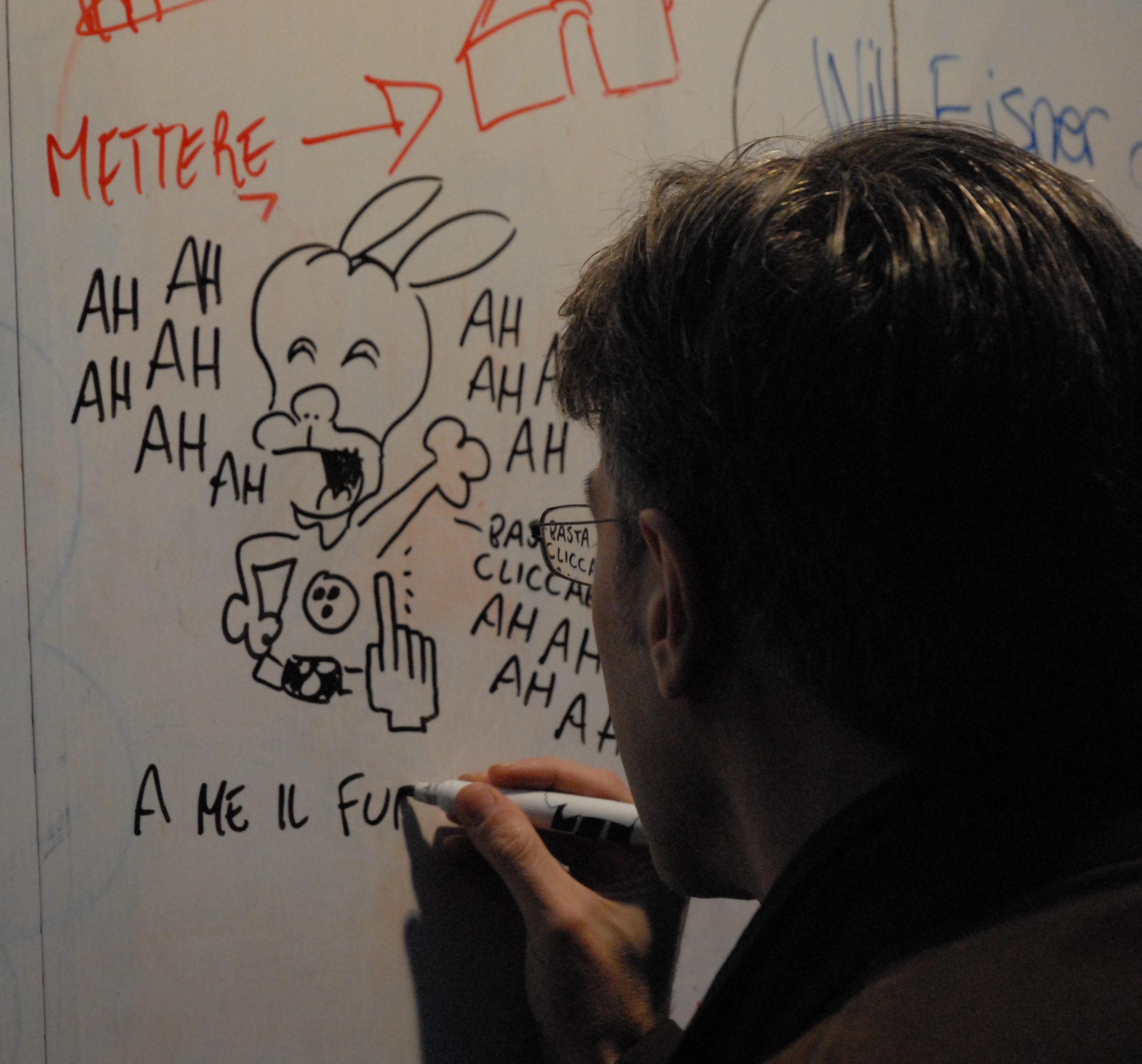
Ortolani disegna Rat-Man sul WikiWall, al Lucca Comics & Games 2010.

Sergio Algozzino ci tiene a precisare che Rat-Man può essere classificato come "fumetto popolare", nel senso che si rivolge ad un ampio pubblico ed è prodotto per la commercializzazione. Tuttavia questa classificazione non denota una scarsa qualità del lavoro, infatti a suo parere «Rat-Man è un fumetto "diverso". Leo ci regala poesia a destra e sinistra, ben distillata in mezzo a due o tre gag. L'umorismo di Rat-Man, a volte raffinato quanto quello da osteria, non deve essere analizzato battuta per battuta, ma nel suo insieme, in cui il suo autore mostra continuamente una genialità che pare non essersi ancora esaurita».
Daniele Barbieri analizza la comicità della serie, notando che le battute sembrano assolutamente spontanee, segno che Leo Ortolani 'non ha capito solo come sono fatte le storie di supereroi, ma anche come si fa a far ridere, come si trova il ridicolo proprio là dove dovrebbe essere di casa il suo opposto, il drammatico, il tragico». Stessa valutazione positiva all'umorismo di Rat-Man viene da Marco Pellitteri, che afferma: «dopo aver letto Rat-Man devo sfogliare due o tre pagine di qualche presunto graphic novel italiano, per farmi cadere le braccia a terra e sprofondare in fase rem. Sennò continuo a ridacchiare in modo inconsulto».

## Riconoscimenti
Il personaggio di Rat-Man e la sua storia a fumetti sono stati premiati con numerosi riconoscimenti:
- 1990 – Premio Spot per la migliore sceneggiatura con la storia Rat-Man a Leo Ortolani.
- 1997 – Premio speciale della giuria dell'INCA (Italian iNternet Comics Academy) come miglior giovane autore a Leo Ortolani per Rat-Man.
- 1997 – Premio INCA come miglior personaggio maschile non protagonista al Dottor Destino, per la storia L'immutabile destino pubblicata su Rat-Man Collection n.2.
- 1998 – Premio INCA Winter '98 per la migliore serie del 1997 a Rat-Man Collection e per il miglior personaggio femminile a Erinni per la storia Rat-Man vs. Erinni.
- 1998 – Premio Attilio Micheluzzi al Napoli Comicon come migliore serie o miniserie italiana a Rat-Man.
- 1998 – Premio Bonaventura nell'ambito di Padova Fumetto come miglior serie umoristica del 1998 a Rat-Man Collection «Per il suo stile accattivante e umoristico che cita sia autori attuali che la grande scuola del fumetto underground».
- 2000 – Premio INCA Winter '00 come migliore sceneggiatura a Leo Ortolani per la storia Le sconvolgenti origini del Rat-Man pubblicata su Rat-Man Collection n.14.
- 2000 – Premio Micheluzzi al Napoli Comicon come autore della migliore serie italiana a Leo Ortolani per Rat-Man.
- 2001 – Premio INCA Winter '01 come migliore serie del 2000 per Rat-Man Collection e miglior soggetto del 2000 per la "Quadrilogia del Supereroe"[53] pubblicata su Rat-Man Collection n.17-20.
- 2002 – Premio IF come miglior personaggio dell'anno a Rat-Man.
- 2002 – Premio INCA come miglior personaggio maschile non protagonista a Tadeus Brakko e miglior personaggio femminile non protagonista a La Gatta.
- 2002 – Premio INCA PRO come miglior sceneggiatore a Leo Ortolani e miglior fumetto a Rat-Man.
- 2002 – Premio Fumo di China al Romics come miglior personaggio del fumetto umoristico a Rat-Man e come miglior storia per Le ombre dei padri… pubblicata su Rat-Man Collection n.29.
- 2004 – Premio Fumo di China al Lucca Comics & Games come miglior episodio di serie per il fumetto umoristico per la storia La fuga di Rat-Man pubblicata su Rat-Man Collection n.41.
- 2005 – Premio ComicUS 2004 come miglior fumetto italiano da edicola a Rat-Man.
- 2005 – Premio Ayaaaak come miglior serie a fumetti non Bonelli a Rat-Man.
- 2007 – ComicUS Prize 2006 come miglior altro fumetto italiano a Rat-Man.
- 2008 – Premio Micheluzzi al Napoli Comicon come migliore serie a fumetti umoristica a Rat-Man.
- 2009 – ComicUS Prize 2008 come miglior altro fumetto italiano a Rat-Man[54].
- 2011 – Premio Micheluzzi quale miglior serie dal disegno non realistico a Rat-Man
- 2011 – Premio Fede a Strisce 2011 per la "Quadrilogia dei Sacrificabili"[55] pubblicata su Rat-Man Collection n.82-85[56].
- 2013 - ComicUS Prize per il miglior altro fumetto italiano a Rat-Man.
- 2014 - Etna Comics Award per il miglior personaggio comico a Rat-Man.

## Citazioni e riferimenti
Lo spunto per la creazione del personaggio di Rat-Man viene da Batman. Questa influenza si nota molto soprattutto nelle prime storie, dove Rat-Man viene presentato come un ricco miliardario, con tanto di fedele maggiordomo (Arcibaldo), che di notte veste i panni di un supereroe che lotta contro il crimine. La situazione è analoga a quella di Bruce Wayne, il ricco magnate che è l'alter ego di Batman. Altro riferimento è la figura di Tòpin, il giovane assistente di Rat-Man, che è una caricatura di Robin.
La lotta alla malavita in un ambiente metropolitano è un'idea ripresa invece dall'Uomo Ragno, a cui Ortolani dedica la prima storia pubblicata sugli albi di Rat-Man Collection, intitolata Legami di sangue!. A tale proposito lo stesso Ortolani ha precisato, spiegando la realizzazione della storia:
Tutta la serie di Rat-Man è piena di riferimenti e citazioni di supereroi che hanno fatto la storia del fumetto internazionale, come i Fantastici Quattro, il Dottor Destino, gli X-Men, Elektra, Capitan America. Leo Ortolani infatti è un grande appassionato di fumetto ed in questo modo ha voluto omaggiare i suoi maestri.
Numerosi sono gli omaggi e le citazioni di blockbuster o di grandi saghe cinematografiche. A Il Signore degli Anelli Ortolani ha dedicato la parodia Il Signore dei Ratti e Guerre stellari è ripreso dalla parodia Star Rats. Avarat si basa sul colossal Avatar, mentre alla serie di film di Rambo Ortolani ha dedicato le due storie Ratto e Ratto II - La vendetta, pubblicate su Rat-Man Collection n.70 e 71. Due storie del ratto sono state dedicate anche alla graphic novel di Frank Miller 300 e all'omonimo film che ne è stato tratto, rispettivamente 299 e +1, pubblicate su Rat-Man Collection n.62 e 63, in seguito ristampate in un volume unico dal titolo 299+1. A I mercenari - The Expendables di Sylvester Stallone sono dedicate le quattro storie I Sacrificabili, E qualcuno morirà, I Dimenticati e Battaglia a Gerusalemme (che compongono la Quadrilogia dei Sacrificabili), pubblicate su Rat-Man Collection n.82-85.